# Tubulicrinis meruensis
Tubulicrinis meruensis är en svampart som beskrevs av Ryvarden 1975. Tubulicrinis meruensis ingår i släktet stiftskinn och familjen Tubulicrinaceae.   Inga underarter finns listade i Catalogue of Life.